# Chersobius signatus
La testuggine maculata del Capo (Chersobius signatus Gmelin, 1789) è una tartaruga della famiglia Testudinidae, endemica del Sudafrica.

## Descrizione
Con un carapace lungo appena 11 cm (8 cm nei maschi), è la più piccola tartaruga conosciuta. Il carapace è appiattito marrone, arancione-rossastro oppure rosa salmone, con sottili e intricari disegni neri che le permettono di mimetizzarsi.

## Distribuzione e habitat
È endemica della regione del Little Namaqualand (Sudafrica).

## Biologia
Le dimensioni di questa tartaruga la rendono particolarmente vulnerabile ai predatori, ma le consentono anche di nascondersi in piccole fessure tra le rocce per proteggersi dal sole e dagli attacchi, inoltre la colorazione del suo carapace le permette di mimetizzarsi con il terreno. Si nutre prevalentemente di piccole piante grasse o di altri vegetali che riesche a trovare negli ambienti secchi in cui vive.

### Riproduzione
Si tratta di una specie ovipara.